# Цзэн Цзиньму, Томас
Томас Цзэн Цзиньму (кит.  曾景牧, 3 сентября 1920, Китай — 2 апреля 2016) — католический епископ, ординарий епархии Юйцзяна, неоднократно арестовывался китайскими органами безопасности за свою подпольную религиозную деятельность, провёл в тюремном заключении в общей сложности около 30 лет.

## Биография
Был рукоположён в священника в 1949 году. После образования Китайской Народной Республики неоднократно подвергался арестам и тюремному заключению за отказ сотрудничать с созданной китайским правительством Католической Патриотической Ассоциацией. Томас Цзэн Цзиньму находился в тюремном заключении с 1955 по 1976 гг., с 1981 по 1989 гг.
В 1988 году Святой Престол назначил священника ординарием епархии Юйцзяна. В этом же году он был рукоположён в епископа.
4 августа 1994 года он был арестован во время проведения богослужения и через некоторое время освобождён. 4 октября 1995 года его снова арестовали за незаконное проведение богослужения в его доме . В марте 1996 года епископ Томас Цзэн Цзиньму был приговорён к трём годам в исправительно-трудовом лагере .
В мае 1998 году епископ был освобождён из заключения . Считается, что его освобождение было связано с запланированным в июне 1998 года государственным визитом Билла Клинтона в Китай. В феврале 1998 года американская делегация религиозных деятелей, прибывшая в Китай, подготовила и передала китайскому правительству список арестованных 30 христианских и буддистских священнослужителей, среди которых был и епископ Томас Цзэн Цзиньму.
Освобождение из исправительно-трудового лагеря епископа Томаса Цзэн Цзиньму состоялось в начале мая 1998 года. Он был помещён под домашний арест в городе Фучжоу.
14 сентября 2000 года, находясь под домашним арестом, был арестован полицией безопасности. Предполагается, что этот арест был связан с тем, что его посетил кардинал Роже Эчегарай, который приехал в Китай для участия в научной конференции. Когда он находился в тюрьме, к нему каждый третий день приходили члены Католической Патриотической Ассоциации, которые читали ему лекции о свободе религии в Китае. В октябре 2000 года он был освобождён с запрещением вступать в контакт с иностранцами .
В 2003 году снова был арестован за проведение незаконного богослужения. С тех пор находился в тюремном заключении.